# 股票分拆上市
股票分拆上市(ECO 或稱局部分拆、股權切離) 是一種公司重組的方式；公司會建立一家新的子公司並首次公開募股 (IPO)，而同時保留著控制權.。  一般來說，最多會有 20% 的股份分發給民眾。 這種做法會造出兩個個別的法律實體—母公司和子公司—擁有著各自的董事會、管理團隊、財務、行政總裁。股票分拆上市可增加資本市場流入權，讓分拆開的子公司有強勁的發展機會，同時避免被聯想為母公司要增發新股的負面訊息。